# Cisternino
Cisternino is een gemeente in de Italiaanse provincie Brindisi (regio Apulië) en telt 12.052 inwoners (31-12-2004). De oppervlakte bedraagt 54,0 km², de bevolkingsdichtheid is 223 inwoners per km².

## Demografie
In 1814 telde de stad 4073 inwoners. Bij de eerste italiaanse volkstelling in 1862 was dat aantal tot 6205 inwoners gestegen.
Cisternino telt heden ongeveer 4427 huishoudens. Het aantal inwoners steeg in de periode 1991-2001 met 1,1% volgens cijfers uit de tienjaarlijkse volkstellingen van ISTAT.
| Jaar | Inwoneraantal |
| ---- | ------------- |
| 1991 | 11.951        |
| 2001 | 12.078        |

## Geografie
De gemeente ligt op ongeveer 392 meter boven zeeniveau.
De volgende frazioni maken deel uit van de gemeente: Caranna, Casalini, Marinelli,Sisto.
Cisternino grenst aan de volgende gemeenten: Fasano, Locorotondo (BA), Martina Franca (TA), Ostuni.

## Geschiedenis
Deze streek is bewoond sedert het paleolithicum.
De plaats is een belangrijk messapisch centrum, naar een oud volk dat de Salento bewoonde, nog vóór de grieken of de Romeinen er voet aan wal zetten. Ze bewaart nog de specchie en dolmen van de pre-Romeinse periode. Na de deelname in de Messapische Liga tegen Taranto, is de stad Romeins geworden en werd ze Sturninum genoemd. Ze werd wellicht volledig verwoest door Hannibal in 216 vóór Christus.